# 庫馬尼夫
49°20′45″N 26°24′7″E / 49.34583°N 26.40194°E
庫馬尼夫（烏克蘭語：Куманів）是位於烏克蘭西部的村莊，由赫梅利尼茨基州裡赫梅利尼茨基區的薩塔尼夫市鎮負責管轄。該村處於斯克維拉河畔，面積1.92平方公里，海拔高度289米，2001年人口534。